# Glenea belli
Glenea belli là một loài bọ cánh cứng trong họ Cerambycidae.